# 摩尼教抄本殘頁 MIK III 6368
摩尼教抄本殘頁編號「 6368」是一張收藏於德國柏林亞洲藝術博物館的摩尼教泥金裝飾手抄本殘頁斷片，繪製於8–9世紀期間，20世紀初被德國吐魯番考察隊發現於新疆高昌故城寺院遺址。殘頁長17.2釐米、寬11.2釐米，兩面均繪有纖細畫插圖，上書文本為粟特語。

## 描述

### 正面
殘頁正面插圖被中間竪排書寫的粟特語文本分成兩部份，分別描繪兩排頭戴白冠、身着白袍的摩尼教教士或僧侶，他們蓄着精心修理過的濃密鬍鬚，黑色長髮蓋住耳朶披散至肩部；他們坐在以彩布覆蓋的寫字檯前，檯上擺放紙張，教士手中拿着筆，似乎在書寫經文或繪製插圖。教士身後有兩株枝繁葉茂的樹木，其上不僅開滿鮮花，可見一隻金鳥駐足，樹梢上還懸掛兩串果實飽滿的葡萄。藍色是整幅插圖的背景色。

### 背面

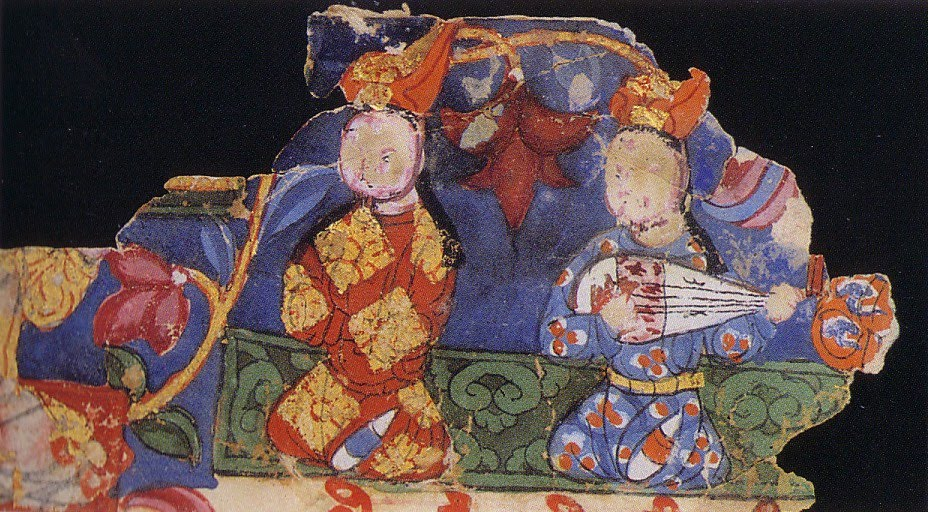
殘頁背面細部的維納琴演奏師和行敬拜儀式的男子。

殘頁背面的版面設計同正面完全不同，這裡的文本寫在頁面右側，並分成上下兩部份，上半部份書以紅字，下半部份為黑字。頁面左側被一株鮮豔的植物花飾佔滿，花飾中間以暗綠色文字書寫此書標題——《尊榮之四神》（The Four Princely Gods）；花飾左側頂部盛開一朶五瓣鮮花，鮮花之上可見一身穿白袍的人盤腿坐在一張紅色地毯上，其面容頭部因頁面殘缺已不可見。右上方的插圖原本描畫了衆多樂師，如今僅剩一名身穿藍袍腰束金帶的維納琴演奏師。樂師左邊是一名穿金紅長袍的男子，他跪坐在綠色地毯上，雙手藏在袖中置於胸前，似乎正行敬拜儀式。